# Борислав Стоев
Борислав Стоев е български художник, график и илюстратор.

## Биография
Борислав Владимиров Стоев е роден на 21 септември 1927 г. в София. През 1953 г. завършва ВИИИ „Н. Павлович“, специалност илюстрация при проф. Илия Бешков. Между 1957 и 1975 г. работи като илюстратор в списанията „Пионерска самодейност“ и „Дружинка“. През 1962 г. е и художник-постановчик на филма „Калоян“. През 1975 г. става главен художник на издателство „Български художник“. От 1984 г. е професор по илюстрация в Национална художествена академия.
От 1992 до 1996 г. е председател на Съюза на българските художници.
Оформил и илюстрирал над 400 детски книги. Творбите му се отличават с простота на композицията, характеристика на типажа и експресивност. Освен в областта на илюстрацията и графиката работи и в областта на монументалното изкуство (релефи, стъклописи др.) рисунката, акварела изкуството на книгата и графичния дизайн. Има над 30 самостоятелни изложби в страната и чужбина (Краков, Виена, Париж, Токио, Сапоро, Адис Абеба, Лисабон и др.). Негови творби се намират в НХА, СГХГ, в окръжните галерии в страната и в галерии и частни колекции в САЩ, Германия, Италия, Япония, Франция, Еквадор, Австрия, Русия и др.(Краков, Виена, Париж, Токио, Сапоро, Адис Абеба, Лисабон и др.)
От 1996 г. преподава в Катедрата по изобразително изкуство в Югозападния университет „Неофит Рилски“ в Благоевград. Почетен професор на ЮЗУ, Благоевград. През 2006 г. Издава книгата „Основи на графиката – лекционен курс“, в която присъстват всички видове графични техники: гравюра на дърво, офорт, суха игла, акватинта, литография, ситопечат и други.

## Награди и отличия
Борислав Стоев е носител е на различни награди и отличия, сред които орден „Народна република България“ III степен през 1978 г., орден „Кирил и Методий“ I степен през 1976 г. и званието Народен художник (1986).
На 10 юни 2016 г. става носител на Националната награда „Христо Г. Данов“ в раздел „Изкуство на книгата“ за илюстрирането и оформлението на „Приказки“ от Ран Босилек и „Житие и страдание грешнаго Софрония“.

## Книгопис
- Албум „Борислав Стоев“, 2005
- Албум „Капричос“, 2011